# 约讷河畔圣欧班
約訥河畔圣欧班（法語：Saint-Aubin-sur-Yonne，法語發音：[sɛ̃.t‿obɛ̃ syʁ jɔn]）是法国勃艮第-弗朗什-孔泰大区约讷省的一个市镇，位于该省中部偏北，属于欧塞尔区。

## 地理
约讷河畔圣欧班（48°0'4"N, 3°20'45"E）面积8.87 平方千米，位于法国勃艮第-弗朗什-孔泰大區约讷省，该省份为法国中北部内陆省份，西接卢瓦雷省，西北接塞纳-马恩省，南至涅夫勒省，东临科多尔省，东北与奥布省接壤。
与约讷河畔圣欧班接壤的市镇（或旧市镇、城区）包括：茹瓦尼、塞济、维勒西安。

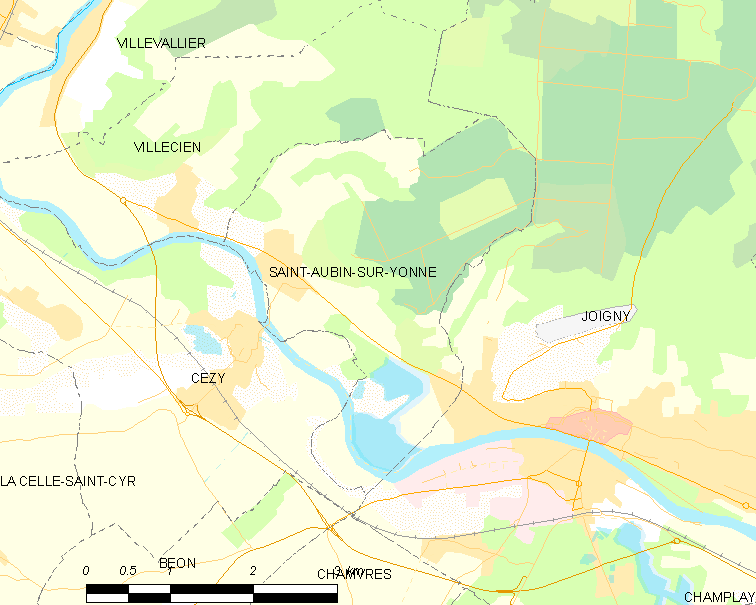
约讷河畔圣欧班的OSM定位图

约讷河畔圣欧班的时区为UTC+01:00、UTC+02:00（夏令时）。

## 行政
约讷河畔圣欧班的邮政编码为89300，INSEE市镇编码为89335。

## 政治
约讷河畔圣欧班所属的省级选区为茹瓦尼县。

## 人口

1962-2008年间约讷河畔圣欧班人口变化图示

约讷河畔圣欧班于2022年1月1日时的人口数量为435人。